# Сираиси, Харука
Харука Сираиси (яп. 白石 晴香 Сираиси Харука, род. 8 апреля 1995 года, Токио, Япония) — японская актриса и сэйю.

## Биография
Харука Сираиси родилась 8 апреля 1995 года в Токио. У неё есть старшая сестра. С 2007 года играла в различных сценических постановках; в рамках этой деятельности она получала положительные отзывы за свой голос. На втором году средней школы Сираиси отправила на пробы полнометражного аниме-фильма «Со склонов Кокурико» (2011) аудио с образцом своего голоса, содержащее чтение вслух книжки с картинками The Fall of Freddie the Leaf писателя Лео Бускальи. Успешно пройдя пробы, Сираиси получила свою первую в качестве сэйю роль — девочки по имени Сора Мацудзаки.
С октября 2014 по март 2015 года на телеканалах Японии транслировался аниме-сериал Sanzoku no Musume Ronja, в рамках которого Сираиси озвучивала главную героиню по имени Рони. В 2015 году Сираиси озвучила Ивана Виски/Киборга 001 в полнометражном аниме-фильме Cyborg 009 VS Devilman и Кириэ Мотобу в аниме-сериале Himouto! Umaru-chan; в рамках последнего она совместно с сэйю главных героинь исполнила закрывающую музыкальную тему «Hidamari Days». В декабре 2015 года была утверждена на роль Рури Хибаригаоки в аниме-сериале Anne Happy (2016), а в мае 2017 года — на роль Кёко Нараку в A Centaur’s Life (2017). В ноябре 2017 года получила роль Асирпы, девочки-айну и одной из главных героев манги Golden Kamuy, сюжет которой был адаптирован в формат аниме-сериала, состоящего на 2024 год из четырёх сезонов.
В ONA-сериале A.I.C.O. -Incarnation- (2018) Сираиси озвучила Аико Татибану и единолично исполнила закрывающую музыкальную тему «Unknown Beyond». В аниме-сериале Uchi no Maid ga Uzasugiru! (2018) была выбрана на роль Миши Таканаси и исполнила дуэтом с Манами Нумакурой две музыкальные темы: открывающую «Uzauza☆Waosu!» и закрывающую «Tokimeki Climax». Среди озвученных Сираиси главных героинь аниме: Фумино Фурухаси в We Never Learn (2019), Юри Хондзё в High-Rise Invasion (2021), Салтрин Альдарейк в Peach Boy Riverside (2021), Рэй Сакигакэ в WIXOSS Diva(A)Live (2021), Мира Суо и Элиза Татибана в World’s End Harem (2022), Мая Икусаба в My One-Hit Kill Sister (2023), Принцесса в ’Tis Time for «Torture», Princess (2024) и другие.
До 31 декабря 2019 года Сираиси являлась клиенткой агентства талантов Hirata Office. После ухода из Hirata Office работала фрилансером. В июне 2020 года заключила контракт с компанией Toy’s Factory.

## Избранная фильмография

### Аниме-сериалы
2012
- Kakko Kawaii Senken! — староста класса, Рису, Тори
- Sengoku Collection — Ёсицугу Отани

2013
- Glass no Kamen Desu ga — Аюми Химэкава
- My Youth Romantic Comedy Is Wrong, As I Expected — Мори-тян

2014
- Sanzoku no Musume Ronja — Рони[4]
- «Знаток муси: Следующая глава» — Масуми[3][23]

2015
- Himouto! Umaru-chan — Кириэ Мотоба[6]

2016
- Anne Happy — Рури (Хибари) Хибаригаока[8]

2017
- A Centaur’s Life — Кёко Нараку[9]
- Action Heroine Cheer Fruits — Канон Симура[24]
- Himouto! Umaru-chan R — Кириэ Мотоба[25]
- Tsuki ga Kirei — Аой Такидзава[26]

2018
- Anima Yell! — Кана Усику[27]
- Golden Kamuy (первый и второй сезоны) — Асирпа[10]
- Sword Art Online Alternative Gun Gale Online — Таня[28]
- Uchi no Maid ga Uzasugiru! — Миша Таканаси[12]

2019
- Hachigatsu no Cinderella Nine — Кана Цукумо[29]
- Oresuki — Аой (Химавари) Хината[30]
- Tenka Hyakken: Meiji-kan e Yokoso! — Нанака[31]
- We Never Learn — Фумино Фурухаси[14]
- «О моём перерождении в слизь» — Алиса Рондо[32]

2020
- Dropout Idol Fruit Tart — Хаю Нукуи[33]
- Golden Kamuy (третий сезон) — Асирпа
- Healin’ Good Pretty Cure — Латте[34], Хамт
- Sakura Wars: The Animation — Лейла М. Ружкова[35]
- The Misfit of Demon King Academy — Ноно Инота

2021
- 86: Eighty Six — Кайэ Тания[36]
- Peach Boy Riverside — Салли/Салтрин Альдарейк[16]
- WIXOSS Diva(A)Live — Рэй Сакигакэ[17]
- World’s End Harem (первая серия) — Мира Суо, Элиза Татибана[18]

2022
- Akebi’s Sailor Uniform — Маи Тогано[37]
- Golden Kamuy (четвёртый сезон) — Асирпа
- Mobile Suit Gundam: The Witch from Mercury — Ника Нанаура[38]
- Play It Cool, Guys — Момо Момосаки[39]
- Shinobi no Ittoki — Косэцу[40]
- The Eminence in Shadow — Роуз Ориана[41]
- The Strongest Sage With the Weakest Crest — Альма Лепсиус[42]
- World’s End Harem — Мира Суо, Элиза Татибана

2023
- Classroom for Heroes — Эссика[43]
- Dead Mount Death Play — Саки Аикава[44]
- Golden Kamuy (продолжение четвёртого сезона) — Асирпа
- Helck — Исута[45]
- High Card — Венди Сато[46]
- Mushoku Tensei: Jobless Reincarnation 2 — Сара[47]
- My One-Hit Kill Sister — Мая Икусаба[19]
- Reborn to Master the Blade: From Hero-King to Extraordinary Squire — Эрис[48]
- The Angel Next Door Spoils Me Rotten — Титосэ Сиракава[49]

2024
- ’Tis Time for «Torture», Princess — Принцесса[20]
- Bartender: Glass of God — Юкари Хигути[50]
- Blue Box — Карэн Мория
- High Card (второй сезон) — Венди Сато[51]
- Is It Wrong to Try to Pick Up Girls in a Dungeon? V — Хорн[52]
- Let This Grieving Soul Retire! — Лапис Фулгор[53]
- Loner Life in Another World — Председательница Класса[54]
- Metallic Rouge — Циан Блустар[55]
- The Idolmaster Shiny Colors — Тиёко Сонода[56]
- Tying the Knot with an Amagami Sister — Макото Такэда[57]
- Why Does Nobody Remember Me in This World? — Жанна[58]

2025
- Blue Box (продолжение) — Карэн Мория
- Clevatess — Алисия[59]
- Hotel Inhumans — Нина[60]
- I Want to Escape from Princess Lessons — Летиция[61]
- Kowloon Generic Romance — Рэйко Кудзираи[62]
- Scooped Up by an S-Rank Adventurer! — Силика[63]
- The Red Ranger Becomes an Adventurer in Another World — Рания[64]
- The Shy Hero and the Assassin Princesses — Гоа[65]

2026
- Champignon no Majo — Луна[66]

TBA
- The Oblivious Saint Can’t Contain Her Power — Флора[67]

### Аниме-фильмы
- 2011 — «Со склонов Кокурико» — Сора Мацудзаки[3]
- 2013 — Glass no Kamen Desu ga Onna Spy no Koi! Murasaki no Bara wa Kiken na Kaori!? — Аюми Химэкава
- 2014 — «Воспоминания о Марни» — Миёко
- 2015 — Cyborg 009 VS Devilman — Иван Виски/Киборг 001[5]
- 2018 — Flavors of Youth — Лулу[68]
- 2022 — Blue Thermal — Юкари Мурои[69]
- 2024 — Fureru — Дзюри Камодзава[70]
- 2025 — As One — Рако[71]

### OVA
- 2020 — Oresuki: Oretachi no Game Set — Аой (Химавари) Хината
- 2024 — Code Geass: Rozé of the Recapture — Мэй Эма[72]

### ONA
- 2018 — A.I.C.O. -Incarnation- — Аико Татибана[11]
- 2018 — Sword Gai: The Animation Part II — Сёко[73]
- 2021 — High-Rise Invasion — Юри Хондзё[15]
- 2025 — Gekkan! Nanmono Anime — Кодзима[74]

### Промовидео
- 2018 — My Senpai Is Annoying — Футаба Игараси[75]

### Компьютерные игры
2015
- Himouto! Umaru-chan: Himoto! Ikusei Keikaku — Кириэ Мотоба[76]
- Racing Musume — Асуна Бан

2016
- Yome Collection — Кириэ Мотоба

2017
- Girl Friend Beta — Фуука Мидзуно
- Tenka Hyakken Zan — Нанака, Яёй[77]

2018
- Alice Gear Aegis — Нина Калинина[78]
- Azur Lane — Le Malin[79], Агано, Blücher
- Schoolgirl Strikers — Суи Хаясака
- The Idolmaster Shiny Colors — Тиёко Сонода[80]

2019
- Another Eden — Вина

2020
- Arknights — Айрис
- Girls’ Frontline — Steyr ACR, VHS

2022
- 404 Game Re:set — Virtua Racing[81]
- Goddess of Victory: Nikke — Фолкван, Рупи[82]
- Honkai Impact 3rd — Апония
- Lackgirl I — Идзуми
- League of Legends — Дзэри
- Massage Freaks — Сихо Асагири[83]
- Path to Nowhere — Анна

2023
- Echocalypse — Цера, Лилит
- TEVI — Эрина, Миа
- Uma Musume Pretty Derby — Нео Юниверс[84]

2024
- Stellar Blade — Эния[85]
- Zenless Zone Zero — Грейс Ховард[86]

2025
- The Hundred Line: Last Defense Academy — Кёсика Магадори[87]